# LI Esposizione internazionale d'arte di Venezia

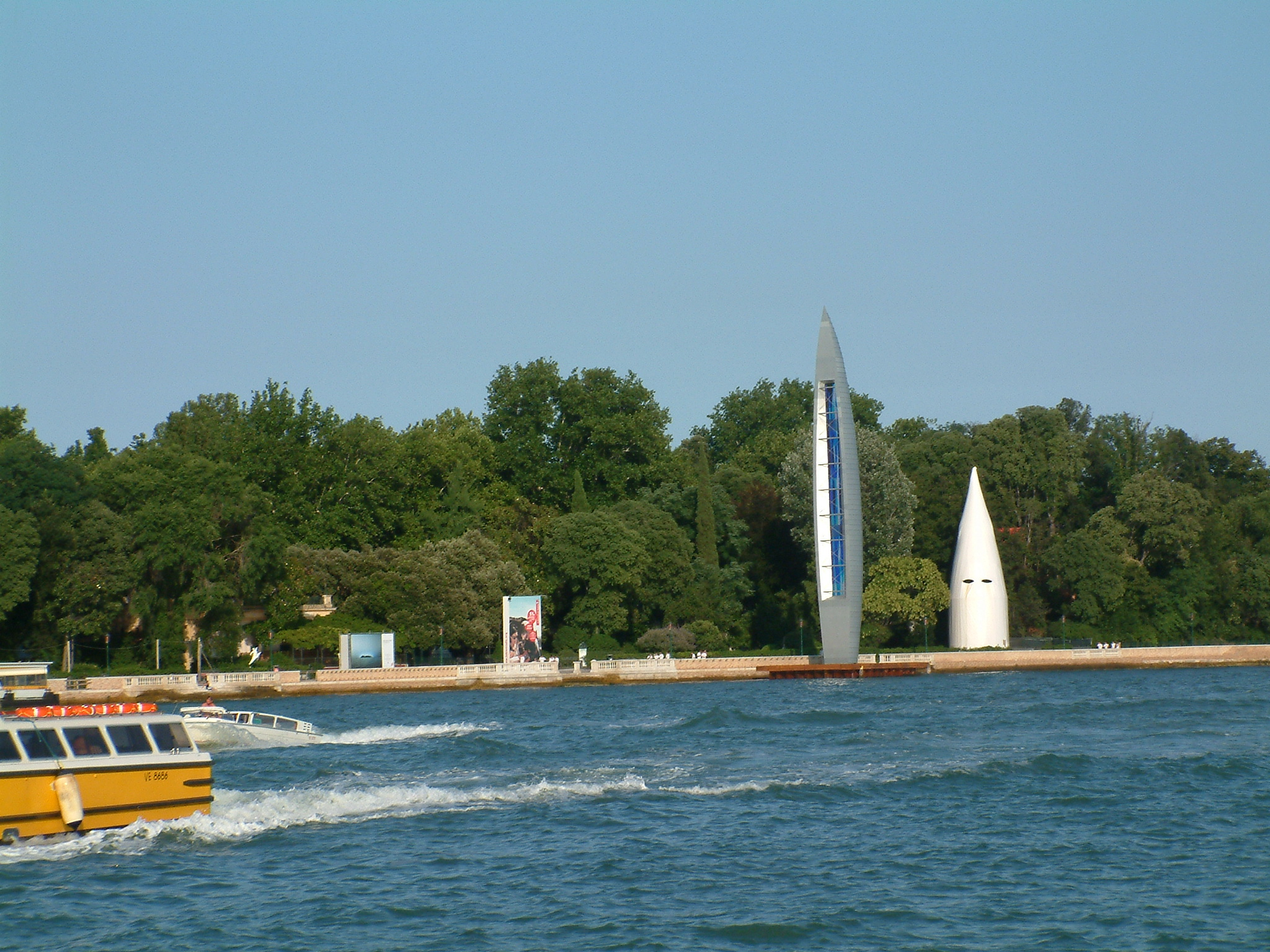
La scultura Mare Verticale di Fabrizio Plessi all'entrata dei Giardini

La 51ª edizione dell'Esposizione Internazionale d'Arte si è svolta a Venezia dal 12 giugno al 6 novembre 2005, e ha presentato due diverse mostre: L'esperienza dell'arte, curata dalla spagnola María de Corral e allestita ai Giardini, e Sempre un po' più lontano, curata dalla spagnola Rosa Martínez e allestita all'Arsenale.
È stata la prima edizione in cui le curatrici della manifestazione sono state due donne.
Oltre alle due mostre internazionali sono state organizzate nel centro storico numerose mostre nazionali di quaranta diversi paesi e 31 eventi collaterali. I visitatori delle due mostre principali sono stati 265.000, quelli delle mostre nazionali circa 370.000, mentre gli eventi collaterali hanno richiamato 280.000 spettatori. Questa fu la prima volta che esposero all'interno del Padiglione Italia un selezionato gruppo di studenti dell'Accademia di Belle Arti di Venezia con il nome di "Temperaturambiente".

## Biennale Arte 2005
La sezione L'esperienza dell'arte, curata da María de Corral, occupava le sale del Padiglione Italia nei Giardini e presentava le opere di 42 artisti che rappresentavano le tendenze artistiche a partire dal 1970.
La sezione Sempre un po' più lontano, curata da Rosa Martínez, presentava alle Corderie e Artiglierie dell'Arsenale 49 artisti internazionali accomunati dal lavoro di ricerca nella contemporaneità che offrivano un panorama variegato delle tendenze più attuali. Il titolo si ispirava a un ciclo di avventure di Corto Maltese scritto e disegnato da Hugo Pratt.
Faceva parte della sezione l'installazione Your black horizon del danese Olafur Eliasson nell'isola di San Lazzaro degli Armeni.
Sulla riva antistante l'ingresso dei Giardini era stata installata Mare verticale di Fabrizio Plessi, un totem tecnologico di acciaio e alluminio, altro 44 metri, già presentato all'Esposizione Universale di Hannover Expo 2000.

### Artisti invitati
Gli artisti invitati dalle curatrici della 51ª Esposizione internazionale sono stati 42 ai Giardini e 49 all'Arsenale:
- Eija-Liisa Ahtila
- Pilar Albarracín
- Allora & Calzadilla
- Ghada Amer
- Vasco Araújo
- Micol Assaël
- Francis Bacon
- Mirosław Bałka
- Samuel Beckett
- Laura Belém
- Semiha Berksoy
- Blue Noses Group
- Andrea Blum
- John Bock
- Monica Bonvicini
- Louise Bourgeois
- Leigh Bowery
- Candice Breitz
- Tania Bruguera
- Christoph Büchel
- The centre of attention
- Chen Chieh-Jen
- Donna Conlon
- José Damasceno
- Stephen Dean
- Tacita Dean
- Willie Doherty
- Stan Douglas
- Marlene Dumas
- Jimmie Durham
- Ólafur Elíasson
- Leandro Erlich
- Bruna Esposito
- Bernard Frize
- Regina Jose Galindo
- Carlos Garaicoa Manso
- Cristina García Rodero
- Dan Graham
- Guerrilla Girls
- Subodh Gupta
- Philip Guston
- Mona Hatoum
- Diango Hernández
- Joan Hernández Pijuan
- María Teresa Hincapié de Zuluaga
- Jenny Holzer
- Runa Islam
- Emily Jacir
- William Kentridge
- Kimsooja
- Barbara Kruger
- Oleg Kulik
- Maider Lopez
- Joao Louro
- Jorge Macchi
- Agnes Martin
- Cildo Meireles
- Mariko Mori
- Gianni Motti
- Zwelethu Mthethwa
- Juan Muñoz
- Museum of American Art, Berlin
- Bruce Nauman
- Nikos Navridis
- Rivane Neuenschwander
- Jun Nguyen-Hatsushiba
- Olaf Nicolai
- Office for Metropolitan Architecture (OMA)
- Gabriel Orozco
- Adrian Paci
- Perejaume
- Robin Rhode
- Thomas Ruff
- Bülent Şangar
- Thomas Schütte
- Berni Searle
- Shahzia Sikander
- Santiago Sierra
- Valeska Soares
- Kidlat Tahimik
- Antoni Tàpies
- Pascale Marthine Tayou
- Juan Uslé
- Paloma Varga Weisz
- Joana Vasconcelos
- Sergio Vega
- Francesco Vezzoli
- Mark Wallinger
- Matthias Weischer
- Rachel Whiteread
- Jun Yang

## Partecipazioni nazionali
La 51ª Esposizione Internazionale d'Arte ha visto 70 partecipazioni nazionali ed è stata la prima volta all'esposizione veneziana per l'Afghanistan, l'Albania, la Bielorussia e il Marocco.
Per la Repubblica Popolare Cinese si è trattato della prima partecipazione ufficiale e il relativo Padiglione è stato realizzato nel Giardino delle Vergini, al termine dell'Arsenale.
| Paese                                | Luogo                                              | Titolo                                                                | Artista/i | Curatore/i                                                          | Note |
| ------------------------------------ | -------------------------------------------------- | --------------------------------------------------------------------- | --- | ------------------------------------------------------------------- | ---- |
| Afghanistan                          | Palazzo Giustinian Lolin                           |                                                                       | Lida Abdul, Rahim M. Walizada |                                                                     |      |
| Albania                              | Giardini di Castello                               | Ceremonial Crying System Pv                                           | Sislej Xhafa |                                                                     |      |
| Argentina                            | Antico oratorio San Filippo Neri alla Fava         | La Ascension                                                          | Jorge Macchi ed Edgardo Rudnitzky (musiche) |                                                                     |      |
| Armenia                              | Ca' Zenobio degli Armeni                           | Resistenza attraverso l'Arte                                          | Sona Abgarian, Vahram Aghasyan, Diana Hakobian, Tigran Khachatrian | David Kareyan                                                       |      |
| Australia                            | Padiglione ai Giardini                             |                                                                       | Ricky Swallow | Charlotte Day                                                       |      |
| Austria                              | Padiglione ai Giardini                             | Das Letzte Land                                                       | Hans Schabus |                                                                     |      |
| Belgio                               | Padiglione ai Giardini                             | The Quest                                                             | Honoré d'O |                                                                     |      |
| Bielorussia                          | Libreria Mondadori                                 |                                                                       | Izrail Basov, Leonid Khobotov, Valery Shkarubo, Igor Tishin, Vladimir Tsesler, Ruslan Vashkevich, Sergey Voichenko, Andrei Zadorine, Natalya Zaloznaya                                 | Enzo Fornaro, Larissa Michnevic, Natalia Sarangovic                 |      |
| Brasile                              | Padiglione ai Giardini                             |                                                                       | Chelpa Ferro, Caio Reisewitz | Alfons Hug                                                          |      |
| Canada                               | Padiglione ai Giardini                             | Fountain                                                              | Rebecca Belmore |                                                                     |      |
| Rep. Ceca e Slovacchia               | Padiglione ai Giardini                             | Model of The World - Quadrophonia                                     | Stano Filko, Jan Mancuska, Boris Ondreicka, Marek Pokorny | Marek Pokorny                                                       |      |
| Cina                                 | Giardino delle Vergini                             | Virgin Garden: Emersion                                               | Yung Ho Chang, Wei Liu, Yu Peng, Wang Qiheng, Yuan Sun, Xu Zhen | Guo-Qiang Cai, Pi Li                                                |      |
| Cipro                                | Palazzo Malipiero                                  |                                                                       | Michael Panayiotis, Konstantia Sofokleous | Chus Martinez                                                       |      |
| Corea del Sud                        | Padiglione ai Giardini                             |                                                                       | Young-Whan Bae, Yiso Bahc, Gimhongsok, Jin Ham, Choi Jeong-Hwa, Yeondoo Jung, Beom Kim, Sora Kim, Sungshic Moon, NAKION, Hein-Kuhn Oh, Kiwon Park, Jewyo Rhii, Park Sejin, Nakhee Sung |                                                                     |      |
| Croazia                              | Palazzo Fortuny                                    |                                                                       | Pasko Burdelez, Zlatan Dumanic, Alen Floričić, Tomo Savić Gecan, Boris Šincek, Goran Trbuljak                                                                                          |                                                                     |      |
| Danimarca                            | Padiglione ai Giardini                             |                                                                       | Eva Koch, Joachim Koester, Peter Land, Ann Lislegaard, Gitte Villesen | Sanne Kofod Olsen, Jacob Fabricius                                  |      |
| Egitto                               | Padiglione ai Giardini                             |                                                                       | Salah EI Din Ahmed Mohamed Hammad, Nagui Farid Tadros |                                                                     |      |
| Estonia                              | Palazzo Malipiero                                  | Isolator                                                              | Mark Raidpere | Hanno Soans                                                         |      |
| Ex Repubblica Jugoslava di Macedonia | Palazzo Zorzi                                      | Mozart's Boat                                                         | Antoni Maznevski |                                                                     |      |
| Francia                              | Padiglione ai Giardini                             | Casino                                                                | Annette Messager |                                                                     |      |
| Germania                             | Padiglione ai Giardini                             |                                                                       | Thomas Scheibitz, Tino Sehgal |                                                                     |      |
| Giappone                             | Padiglione ai Giardini                             | Mother's 2000-2005, traces of the future                              | Miyako Ishiuchi |                                                                     |      |
| Gran Bretagna                        | Padiglione ai Giardini                             |                                                                       | Gilbert & George | Richard Riley                                                       |      |
| Grecia                               | Padiglione ai Giardini                             | Hospital                                                              | George Hadjimichalis | Katerina Koskina                                                    |      |
| Indonesia                            | Telecom Future Centre                              |                                                                       | Noor Ibrahim, Krisna Murti, Yani Mariani Sastranegara, Entang Wiharso | Dwi Marianto                                                        |      |
| Iran                                 | Palazzo Giustinian Lolin                           |                                                                       | Bita Fayyazi Azad, Mandana Moghaddam |                                                                     |      |
| Irlanda                              | Scuola di San Pasquale                             |                                                                       | Stephen Brandes, Mark Garry, Ronan McCrea, Isabel Nolan, Sarah Pierce, Walker and Walker                                                                                               | Sarah Glennie                                                       |      |
| Islanda                              | Padiglione Alvar Aalto ai Giardini                 | Versations/Tetralogia                                                 | Gabríela Fridriksdòttir | Hanna Styrmisdóttir                                                 |      |
| Israele                              | Padiglione ai Giardini                             | Treehouse Kit                                                         | Guy Ben-Ner | Suzanne Landau                                                      |      |
| Lettonia                             | Palazzo Malipiero                                  | Dark Bulb                                                             | Group F5 (Ervins Broks, Līga Marcinkeviča, Mārtiņš Ratniks, Ieva Rubeze | Līga Marcinkeviča                                                   |      |
| Lituania                             | Ludoteca Santa Maria Ausiliatrice                  | Le celebrazioni del piccolo e del personale nei tempi della grandezza | Jonas Mekas |                                                                     |      |
| Lussemburgo                          | Ca' del Duca                                       | Mondo Veneziano                                                       | Antoine Prum | Boris Patrick Kremer                                                |      |
| Marocco                              | Chiesa di Santa Maria della Pietà                  |                                                                       | Fouad Bellamine, Mohamed Moha Bennani, Fathiya Tahiri | Paolo De Grandis                                                    |      |
| Nuova Zelanda                        | Santa Maria della Pietà                            | The fundamental practice                                              | et al. | Natasha Conland                                                     |      |
| Paesi Bassi                          | Padiglione ai Giardini                             | Black Screen                                                          | Jeroen de Rijke, WiIIem de Rooij | Maria Hlavajova                                                     |      |
| Paesi Nordici Norvegia Svezia        | Padiglione ai Giardini                             | Condivisione dello spazio e del tempo                                 | Matias Faldbakken | Åsa Nacking                                                         |      |
| Paesi Nordici Norvegia Svezia        | Padiglione ai Giardini                             | Condivisione dello spazio e del tempo                                 | Miriam Bäckström, Carsten Höller | Åsa Nacking                                                         |      |
| Polonia                              | Padiglione ai Giardini                             | Repetition                                                            | Artur Żmijewski | Joanna Mytkowska                                                    |      |
| Portogallo                           | Scoletta dell'arte dei battioro e tiraoro          | Intus                                                                 | Helena Almeida |                                                                     |      |
| Romania                              | Padiglione ai Giardini                             | European Influenza                                                    | Daniel Knorr |                                                                     |      |
| Russia                               | Padiglione ai Giardini                             | Idiot wind                                                            | The Provmyza duet (Galina Myznikova & Sergey Provorov) | Olga Lopukhova, Liubov Saprykina                                    |      |
| Russia                               | Padiglione ai Giardini                             | To long to escape                                                     | The Escape program (Valerij Ayzenberg, Anton Litvin, Bogdan Mamonov, Liza Morozova) | Olga Lopukhova, Liubov Saprykina                                    |      |
| Serbia e Montenegro                  | Padiglione ai Giardini                             | L'Eros della piccola trasgressione                                    | Igor Rakčević, Jelena Tomašević, Natalija Vujošević |                                                                     |      |
| Singapore                            | Campo della Tana in Arsenale                       | The Merlion in Singapore                                              | Tzay Chuen Lim | Eugene Tan                                                          |      |
| Slovenia                             | Galleria A+A                                       | Another Speedy Day                                                    | Vadim Fishkin |                                                                     |      |
| Spagna                               | Padiglione ai Giardini                             | On Translation                                                        | Antoni Muntadas |                                                                     |      |
| Stati Uniti                          | Padiglione ai Giardini                             | Ed Ruscha: Corso dell'Impero                                          | Edward Ruscha |                                                                     |      |
| Svizzera                             | Padiglione ai Giardini                             |                                                                       | Gianni Motti, Shahryar Nashat, Marco Poloni, Ingrid Wildi | Stefan Banz                                                         |      |
| Svizzera                             | Chiesa di San Stae                                 | Homo sapiens sapiens                                                  | Pipilotti Rist | Stefan Banz                                                         |      |
| Thailandia                           | Chiostro del convento di San Francesco della Vigna | Chi muore desidera restare, chi vive si prepara a partire             | Montien Boonma, Araya Rasdjarmrearnsook | Panya Vijnthanasarn, Sutee Kunavichayanont, Luckana Kunavichayanont |      |
| Turchia                              | Palazzo Giustinian Lolin                           | La presenza assente                                                   | Hussein Chalayan |                                                                     |      |
| Ucraina                              | Palazzo Giustinian Lolin                           | I vostri bambini, Ucraina!                                            | Mykola Babak | Oleksiy Tytarenko                                                   |      |
| Ungheria                             | Padiglione ai Giardini                             | Esperimenti di navigazione                                            | Balázs Kicsiny | Peter Fitz                                                          |      |
| Uruguay                              | Padiglione ai Giardini                             | Territorios                                                           | Lacy Duarte | Alicia Haber                                                        |      |
| Venezuela                            | Padiglione ai Giardini                             | Colore, amore e calore della Piccola Venezia                          | Santiago Pol | Eduardo Gil, Carlos Pou, Humberto Valdivieso                        |      |

### Asia Centrale
Palazzo Pisani, in calle de le Erbe, ha ospitato il primo Padiglione dell'Asia centrale che presentava le opere di artisti di tre repubbliche dell'Asia centrale ex sovietica.
| Paese        | Luogo          | Titolo                                        | Artista/i | Curatore/i     | Note |
| ------------ | -------------- | --------------------------------------------- | --- | -------------- | ---- |
| Kazakistan   | Palazzo Pisani | Art from Central Asia. A Contemporary Archive | Rustam Khalfin, Sergey Maslov, Yerbossyn Meldibekov, Almagul Menlibayeva, Julia Tikhonova, Yelena Vorobyeva, Viktor Vorobyev | Viktor Misiano |      |
| Kirghizistan | Palazzo Pisani | Art from Central Asia. A Contemporary Archive | Maxim Boronilov, Muratbek Djumaliev, Gulnara Kasmalieva, Roman Maskalev                                                      | Viktor Misiano |      |
| Uzbekistan   | Palazzo Pisani | Art from Central Asia. A Contemporary Archive | Vyacheslav Akhunov, Said Atabekov, Alexander Nikolaev, Sergey Tichina                                                        | Viktor Misiano |      |

### Istituto Italo-Latino Americano
L'Istituto veneto di scienze, lettere ed arti ha ospitato presso Palazzo Cavalli-Franchetti il Padiglione dell'Istituto Italo-Latino Americano (IILA), con la partecipazione di 16 artisti provenienti da 12 paesi dell'America Latina.
La curatrice argentina Irma Arestizábal aveva scelto come titolo dell'esposizione La trama e l'ordito, per evidenziare la mescolanza dei differenti elementi che compongono l'America Latina.
| Paese           | Luogo                      | Titolo              | Artista/i                                          | Curatore/i       | Note |
| --------------- | -------------------------- | ------------------- | -------------------------------------------------- | ---------------- | ---- |
| Bolivia         | Palazzo Cavalli-Franchetti | La trama e l'ordito | Guiomar Mesa, Joaquín Sánchez                      | Irma Arestizábal |      |
| Cile            | Palazzo Cavalli-Franchetti | La trama e l'ordito | Gonzalo Díaz                                       | Irma Arestizábal |      |
| Colombia        | Palazzo Cavalli-Franchetti | La trama e l'ordito | Juan Manuel Echavarría, Oswaldo Macía, Oscar Muñoz | Irma Arestizábal |      |
| Costa Rica      | Palazzo Cavalli-Franchetti | La trama e l'ordito | Cecilia Paredes, Jaime David Tischler              | Irma Arestizábal |      |
| Cuba            | Palazzo Cavalli-Franchetti | La trama e l'ordito | Los Carpinteros                                    | Irma Arestizábal |      |
| Rep. Dominicana | Palazzo Cavalli-Franchetti | La trama e l'ordito | Polibio Díaz                                       | Irma Arestizábal |      |
| El Salvador     | Palazzo Cavalli-Franchetti | La trama e l'ordito | Luis Paredes                                       | Irma Arestizábal |      |
| Guatemala       | Palazzo Cavalli-Franchetti | La trama e l'ordito | Luis González Palma                                | Irma Arestizábal |      |
| Haiti           | Palazzo Cavalli-Franchetti | La trama e l'ordito | Maksaens Denis                                     | Irma Arestizábal |      |
| Panama          | Palazzo Cavalli-Franchetti | La trama e l'ordito | Donna Conlon                                       | Irma Arestizábal |      |
| Paraguay        | Palazzo Cavalli-Franchetti | La trama e l'ordito | Mónica González                                    | Irma Arestizábal |      |
| Perù            | Palazzo Cavalli-Franchetti | La trama e l'ordito | Luz María Bedoya                                   | Irma Arestizábal |      |

### Premio per la Giovane arte italiana
Nel Padiglione Venezia dei Giardini sono state presentate le opere degli artisti italiani Carolina Raquel Antich, Manfredi Beninati, Loris Cecchini e Lara Favaretto che hanno partecipato al terzo Premio per la Giovane arte italiana 2004/2005 promosso dal MAXXI - Museo nazionale delle arti del XXI secolo e dalla  DARC - Direzione Generale per l'Arte e l'Architettura Contemporanee.

## Giurie
Il Consiglio di amministrazione ha nominato due Giurie per l'assegnazione dei premi:
- Giuria mostre internazionali
  - Ida Gianelli (direttore del Museo d'arte contemporanea del castello di Rivoli) - Presidente
  - Hendrik Driessen (direttore del De Pont Musuem of Contemporary Art, Tilburg)
  - Kathy Halbreich (direttore del Walker Art Center, Minneapolis)
  - Geeta Kapur (critico d'arte indiana)
  - Ousseynou Wade (segretario generale della Biennale di Dakar)
- Giuria Partecipazioni nazionali
  - Ida Gianelli - Presidente
  - Dan Cameron (senior curator at large, New Museum of Contemporary Art, New York)
  - Udo Kittelmann (direttore del Museum für Moderne Kunst, Francoforte sul Meno)
  - Lilian Llanes (storico dell'arte cubano)
  - Fumio Nanjo (vice direttore del Mori Art Museum, Tokyo)

## Premi assegnati

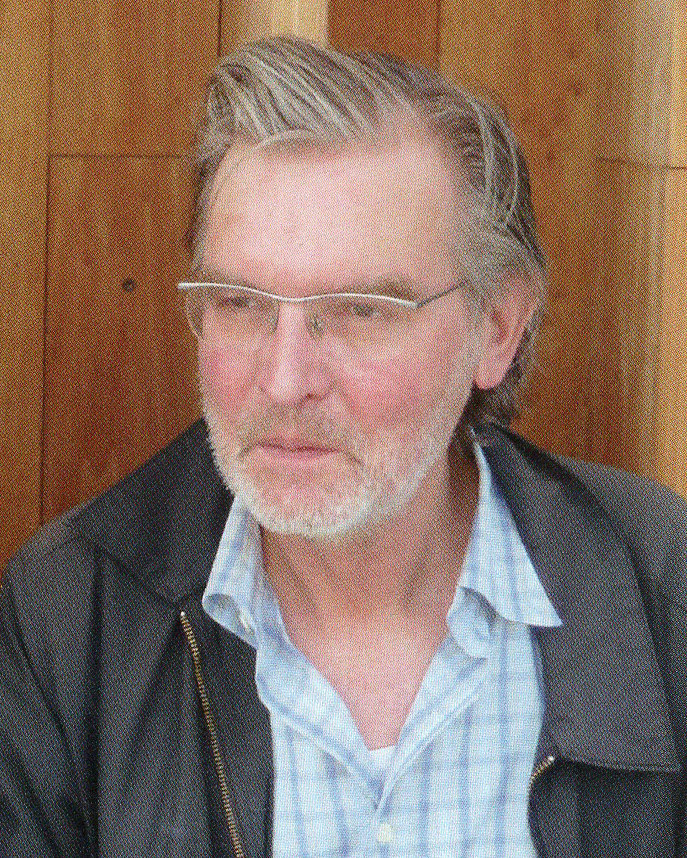
Thomas Schütte

I Premi assegnati dalle Giurie sono stati:
- Leone d'oro a un artista presente alle Mostre internazionali: Thomas Schütte (Germania)
- Leone d'oro a un artista giovane (under 35): Regina José Galindo (Guatemala)
- Leone d'oro per la migliore partecipazione nazionale: Francia per Casino di Annette Messager
  - Menzione alle Partecipazioni nazionali: Lituania, Repubblica di Corea, Central Asian Academy of Arts
- Premio per la giovane arte italiana 2004-2005: Lara Favaretto per La terra è troppo grande
- Leone d'oro alla memoria: Harald Szeemann, Direttore del Settore Arti Visive della Biennale dal 1998 al 2001
- Leone d'oro alla carriera: Barbara Kruger (Stati Uniti)
- Premio del pubblico: Manfredi Beninati (Italia)

## Pubblicazioni
- Rossella Martignoni e Martina Mian (a cura di), 51. Esposizione Internazionale d'Arte, 3 voll., Venezia, Marsilio, 2005, ISBN 978-88-317-8685-0.
- Rossella Martignoni e Martina Mian (a cura di), 51. Esposizione Internazionale d'Arte: L'esperienza dell'arte, Sempre un po' più lontano - Guida breve, Venezia, Marsilio, 2005, ISBN 88-317-8769-1.